# Ікопоть
Іко́поть — річка в Україні, в межах Хмельницького району Хмельницької області. Ліва притока Случі (басейн Прип'яті).

## Основні характеристики
Довжина річки становить 45 км. Площа басейну — 603 км². Пересічна ширина річища 5 м, похил річки 0,9 м/км. Долина річки трапецієподібна, завширшки до 3 км, завглибшки до 25 м. Стік частково зрегульований ставками (Малопузирецьким, Гриценківським, Антонінськими, Росоловецьким).

Вказівник у Старокостянтинові

Живлення Ікопоті, як і в Случі, здебільшого снігове і дощове. Льодостав відбувається від грудня до кінця березня.

## Географія протікання
Ікопоть бере початок на південний захід від села Ледянка Антонінської громади. 
Тече переважно на схід і (частково) південний схід. Протікає через стм Антоніни та місто Старокостянтинів. Впадає до Случі у східній частині Старокостянтинова. 
У долині річки розташовані 3 гідрологічні заказники: «Манівецький», «Великочернятинський» та «Ікопотський».

## Притоки

### Праві
- Фоса
- Понора

### Ліві
- Річка без назви — бере початок на південному заході від Зеленої. Тече переважно на південний схід через Рублянку і у Великих Орлинцях впадає в Ікопоть. Довжина 12 км, площа басейну — 32,5 км².[1] Населені пункти вздовж берегової смуги: Закриниччя, Антоніни. Річку перетинають автомобільні дороги Т 1804, Т 2324.

- Річка без назви — бере початок на сході від Зеленої. Тече переважно на південний схід через Малу Салиху і впадає в Ікопоть у Малому Чернятині. Довжина річки 18 км, похил річки — 1,8 м/км. Площа басейну 66,8 км².[2][3] Населені пункти вздовж  берегової смуги: Велика Салиха, Долинівці, Малі Юначки, Великі Юначки, Лісова Волиця, Кременчуки. Річку перетинають автомобільні дороги Т 1804, Т 2324.

- Річка без назви — бере початок на південному сході від Пихтії. Тече переважно на південний схід через Березне і в Пашківцях впадає в Ікопоть. Населені пункти вздовж берегової смуги: Нападівка, Бутівці, Волиця-Керекешина, Грибенинка. Довжина 16 км, похил річки — 2,9 м/км. Площа басейну 74,8 км².[4][5]
  - Річка без назви — права притока річки без назви. Протікає через села Червона Семенівка, Оріхівка та Грибенинка. Довжина річки - 10 км, площа басейну - 15,5 км².[6]